# Ectropis irrorata
Ectropis irrorata là một loài bướm đêm trong họ Geometridae.